# Ligne Hanawa
La ligne Hanawa (花輪線, Hanawa-sen) est une ligne ferroviaire exploitée par la East Japan Railway Company (JR East), dans les préfectures d'Akita et Iwate au Japon. Elle relie la gare de Kōma à Morioka à la gare d'Ōdate à Ōdate. Elle est également appelée ligne Towada-Hachimantai Shikisai (十和田八幡平四季彩ライン).

## Histoire
La ligne a été ouverte par étapes entre 1922 et 1931 par la société gouvernementale des chemins de fer japonais.

## Caractéristiques

### Ligne

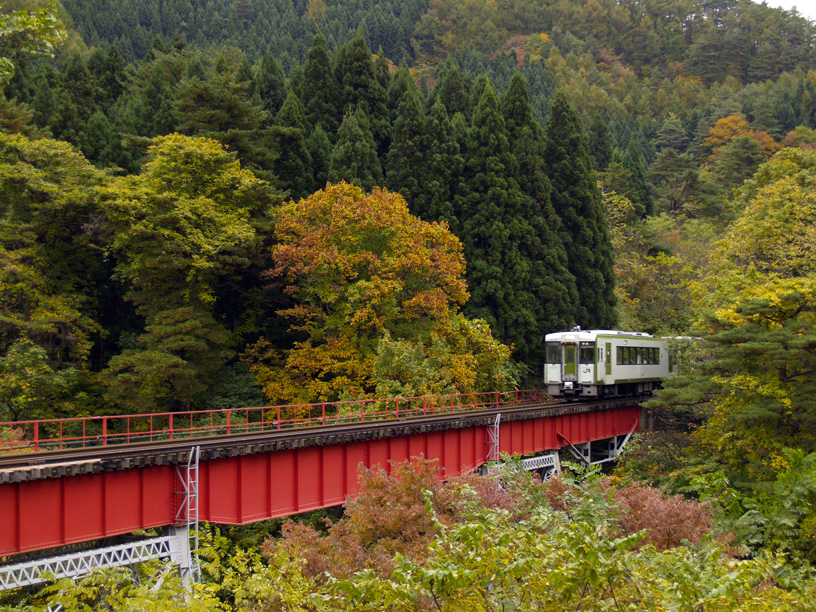
La ligne à Kazuno entre les gares de Hachimantai et Yuze-Onsen.

- Longueur : 106,9 km
- Ecartement : 1 067 mm
- Nombre de voies : Voie unique

### Tracé
|  |

### Services et interconnexion
À Kōma, tous les trains continuent sur la ligne Iwate Galaxy Railway jusqu'à la gare de Morioka.

### Liste des gares
| Gare               | Nom japonais | Distance (km) | Correspondances                                              | Localisation | Localisation       |
| ------------------ | ------------ | ------------- | ------------------------------------------------------------ | ------------ | ------------------ |
| Kōma               | 好摩         | 0             | Iwate Galaxy Railway : Iwate Galaxy Railway (interconnexion) | Morioka      | Préfecture d'Iwate |
| Higashi-Ōbuke      | 東大更       | 4,9           |                                                              | Hachimantai  | Préfecture d'Iwate |
| Ōbuke              | 大更         | 9,0           |                                                              | Hachimantai  | Préfecture d'Iwate |
| Tairadate          | 平館         | 13,7          |                                                              | Hachimantai  | Préfecture d'Iwate |
| Kitamori           | 北森         | 15,6          |                                                              | Hachimantai  | Préfecture d'Iwate |
| Matsuo-Hachimantai | 松尾八幡平   | 17,8          |                                                              | Hachimantai  | Préfecture d'Iwate |
| Appi-Kōgen         | 安比高原     | 25,0          |                                                              | Hachimantai  | Préfecture d'Iwate |
| Akasakata          | 赤坂田       | 30,0          |                                                              | Hachimantai  | Préfecture d'Iwate |
| Koyanohata         | 小屋の畑     | 33,6          |                                                              | Hachimantai  | Préfecture d'Iwate |
| Araya-Shinmachi    | 荒屋新町     | 37,6          |                                                              | Hachimantai  | Préfecture d'Iwate |
| Yokoma             | 横間         | 40,3          |                                                              | Hachimantai  | Préfecture d'Iwate |
| Tayama (ja)        | 田山         | 49,1          |                                                              | Hachimantai  | Préfecture d'Iwate |
| Anihata            | 兄畑         | 55,8          |                                                              | Hachimantai  | Préfecture d'Iwate |
| Yuze-Onsen         | 湯瀬温泉     | 59,9          |                                                              | Kazuno       | Préfecture d'Akita |
| Hachimantai        | 八幡平       | 64,2          |                                                              | Kazuno       | Préfecture d'Akita |
| Rikuchū-Ōsato      | 陸中大里     | 66,1          |                                                              | Kazuno       | Préfecture d'Akita |
| Kazuno-Hanawa      | 鹿角花輪     | 69,7          |                                                              | Kazuno       | Préfecture d'Akita |
| Shibahira          | 柴平         | 74,4          |                                                              | Kazuno       | Préfecture d'Akita |
| Towada-Minami      | 十和田南     | 77,7          |                                                              | Kazuno       | Préfecture d'Akita |
| Suehiro            | 末広         | 82,2          |                                                              | Kazuno       | Préfecture d'Akita |
| Dobukai            | 土深井       | 84,6          |                                                              | Kazuno       | Préfecture d'Akita |
| Sawajiri           | 沢尻         | 86,6          |                                                              | Ōdate        | Préfecture d'Akita |
| Jūnisho            | 十二所       | 89,6          |                                                              | Ōdate        | Préfecture d'Akita |
| Ōtaki-Onsen        | 大滝温泉     | 92,1          |                                                              | Ōdate        | Préfecture d'Akita |
| Ōgita              | 扇田         | 98,6          |                                                              | Ōdate        | Préfecture d'Akita |
| Higashi-Ōdate      | 東大館       | 103,3         |                                                              | Ōdate        | Préfecture d'Akita |
| Ōdate              | 大館         | 106,9         | JR East : Ōu                                                 | Ōdate        | Préfecture d'Akita |